# 온다역
온다역(일본어: 恩田駅, おんだえき)은 일본 가나가와현 요코하마시 아오바구에 있는 도쿄 급행 전철의 역이다. 역 번호는 KD02이다.

## 역사
본 역은 고도모노쿠니(유원지)의 행락객 수송 노선인 고도모노쿠니 선을 주변 지역의 주택지화에 부응하여 2000년에 통근 선상으로 개량했을 때 유일한 중간역으로 신설되었다.
- 2000년 3월 29일: 영업 개시.

## 역 구조
시설은 요코하마 고속 철도가 소유하고 섬식 승강장 1면 2선의 지상역이다. 역사는 통근 노선화 때 신설되고 자동 매표기나 자동 개찰기 등이 설치되어 있다.
평상시에는 역무원의 배치가 되고, 승객의 문의는 인터폰에 따라 대응하며 필담용 FAX의 설비가 있다. 개찰구의 안팍으로도 화장실은 설치되지 않았다.
개찰구 층으로 2층 통로(과선교) 및 2층 통로와 승강장을 연결하는 2기의 엘리베이터가 설치되어 있다.
인접하는 도쿄 급행 전철 나가쓰타 차량 공장으로 이어지는 측선이 있으며 이 공장의 작업용 차량이 대기하는 것이 있다.
역 전후로 동시에 단선인 구간은 도큐에서 당역 뿐이다.

### 승강장
| 번호 | 노선            | 방향 | 행선              |
| ---- | --------------- | ---- | ----------------- |
| 1    | 고도모노쿠니 선 | 하행 | 고도모노쿠니 방면 |
| 2    | 고도모노쿠니 선 | 상행 | 나가쓰타 방면     |

## 역 주변
- 도쿄 급행 전철 나가쓰타 차량 공장
- 요코하마 시립 아카네다이 중학교

## 인접역
| 도쿄 급행 전철 고도모노쿠니 선 | 도쿄 급행 전철 고도모노쿠니 선 | 도쿄 급행 전철 고도모노쿠니 선      |
| ------------------------------ | ------------------------------ | ----------------------------------- |
| KD01 나가쓰타 나가쓰타 방면    |                                | 고도모노쿠니 KD03 고도모노쿠니 방면 |